# Marija Andrejewna Bedarjowa
Marija Andrejewna Bedarjowa (russisch Мария Андреевна Бедарёва; * 3. März 1992 in Ilpyrskoje, Rajon Karaginski, Region Kamtschatka) ist eine russische Skirennläuferin. Sie startet in allen Disziplinen.

## Biografie
Marija Bedarjowa wohnt in Petropawlowsk-Kamtschatski und startete im Winter 2007/2008 erstmals in FIS-Rennen und bei den russischen Meisterschaften. Der erste Sieg in einem FIS-Rennen, einem Riesenslalom in Kirowgrad, gelang ihr bereits im Dezember 2007. Im Februar 2009 nahm sie am European Youth Olympic Festival im polnischen Szczyrk teil, wo sie 15. im Riesenslalom wurde und im Slalom ausschied. Im nächsten Monat startete sie bei den Juniorenweltmeisterschaften 2009 in Garmisch-Partenkirchen, wo sie mit Platz 38 im Slalom und Rang 46 im Riesenslalom nur Platzierungen im hinteren Feld erzielte. Zwei Jahre später nahm sie in Crans-Montana erneut an Juniorenweltmeisterschaften teil, kam bei ihrem einzigen Start im Super-G aber nicht ins Ziel.
Seit Dezember 2009 ist Bedarjowa vereinzelt auch im Europacup am Start, erreichte aber bisher noch keine Platzierungen unter den besten 30 und gewann daher noch keine Europacuppunkte. Im Sommer 2011 erzielte sie Siege im South American Cup und bei den offenen brasilianischen Meisterschaften, nachdem sie bei den russischen Meisterschaften 2009 und 2011 jeweils einen zweiten Platz im Super-G bzw. in der Abfahrt erzielt hatte. Im November und Dezember 2011 nahm Bedarjowa an mehreren Rennen im Nor-Am Cup teil und gewann am 6. und 7. Dezember zwei Super-G in Nakiska, womit sie sich den Sieg in der Super-G-Wertung der Saison 2011/2012 sicherte. Ihr Debüt im Weltcup gab Bedarjowa am 28. Januar 2012 in der Abfahrt von St. Moritz, die sie an 46. Stelle beendete. Bei den Juniorenweltmeisterschaften 2012 in Roccaraso wurde sie 23. im Riesenslalom und 28. im Super-G.

## Erfolge

### Olympische Spiele
- Sotschi 2014: 30. Abfahrt

### Weltmeisterschaften
- Schladming 2013: 28. Super-Kombination, 29. Super-G, 34. Abfahrt

### Juniorenweltmeisterschaften
- Garmisch-Partenkirchen 2009: 38. Slalom, 46. Riesenslalom
- Roccaraso 2012: 23. Riesenslalom, 28. Super-G
- Québec 2013: 22. Super-G, 23. Riesenslalom, 33. Abfahrt

### Weitere Erfolge
- 2 Siege und Gewinn der Super-G-Wertung 2011/2012 im Nor-Am Cup
- 2 Siege im South American Cup
- 2 Siege in FIS-Rennen